# Kazimierz Dolny
Pour les articles homonymes, voir Kazimierz Dolny (homonymie).
Kazimierz Dolny (prononciation [kaˈʑimʲɛʂ ˈdɔlnɨ]) ou Kazimierz nad Wisłą est une ville dans la voïvodie de Lublin, dans le powiat de Puławy, située dans le sud-est de la Pologne.
Elle est le siège administratif (chef-lieu) de la gmina de Kazimierz Dolny.
Kazimierz Dolny se situe à environ 147 kilomètres au sud-est de Varsovie, capitale de la Pologne.
Sa population s'élevait à 3 485 habitants en 2008 repartie sur une superficie de 30,44 km2.

## Géographie
Kazimierz Dolny se trouve sur la rive droite de la Vistule, au sud de Puławy.

## Histoire
Son nom vient soit de Casimir le Juste (Kazimierz Sprawiedliwy), qui aurait fourni la parcelle à des bénédictins pour s'établir sur le site, soit de Casimir le Grand qui, selon Jan Długosz, aurait établi la ville et le château au XIVe siècle.
Les premiers peuplements datent du XIe siècle, mais la première mention écrite du site date de 1249.
La ville vit essentiellement du tourisme et de l'agriculture.
De 1975 à 1998, le village est attaché administrativement à l'ancienne Voïvodie de Lublin.

Depuis 1999, il fait partie de la nouvelle voïvodie de Lublin.

## Coopération internationale

### Jumelage
- Szklarska Poręba (Pologne)
- Hortobágy (Hongrie)
- Staufen im Breisgau (Allemagne)
- Worpswede (Allemagne)
- Berlin-Steglitz (Allemagne)

## Galerie
quelques vues de Kazimierz Dolny

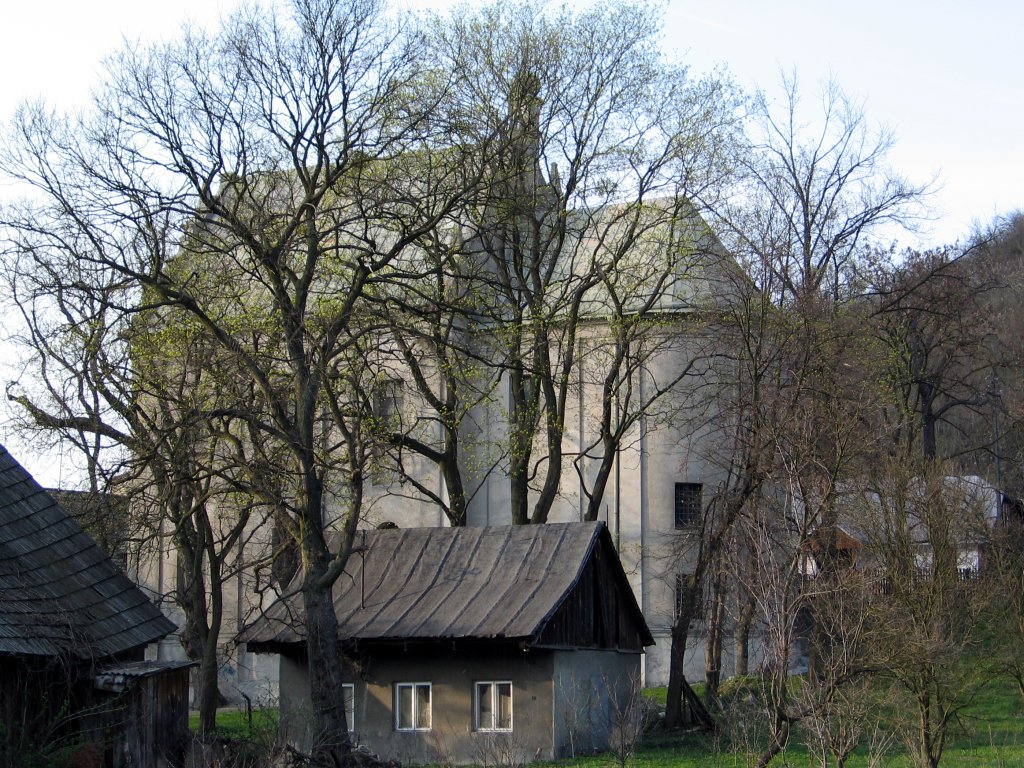
Église Sainte-Anne
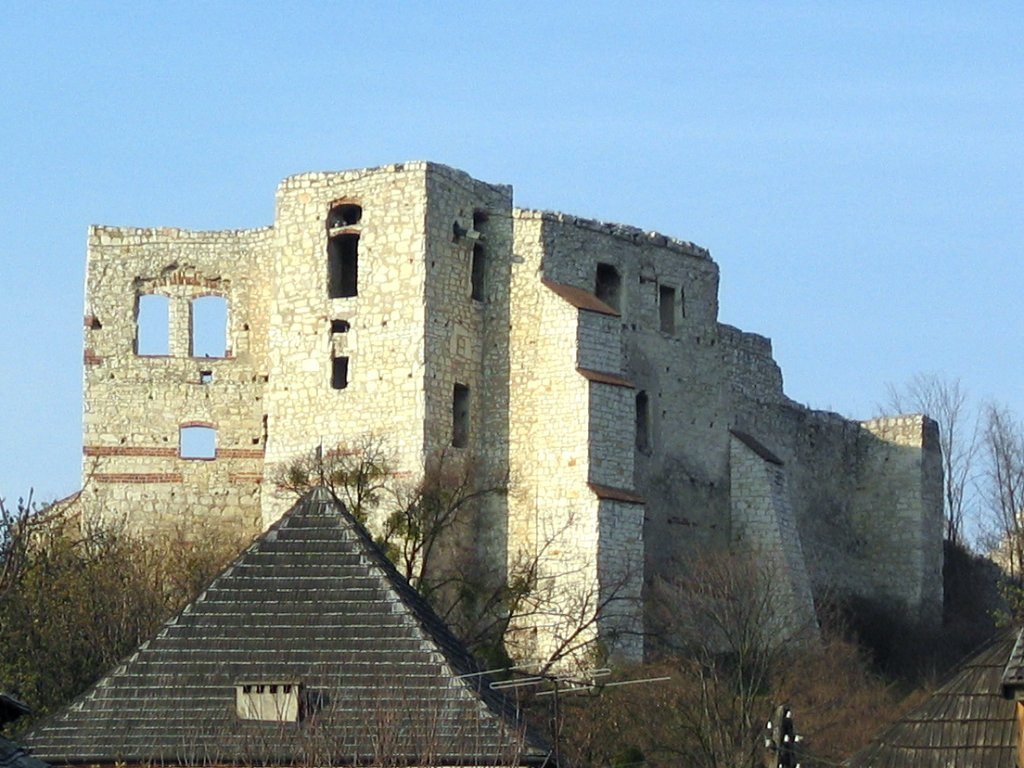
Ruines du château
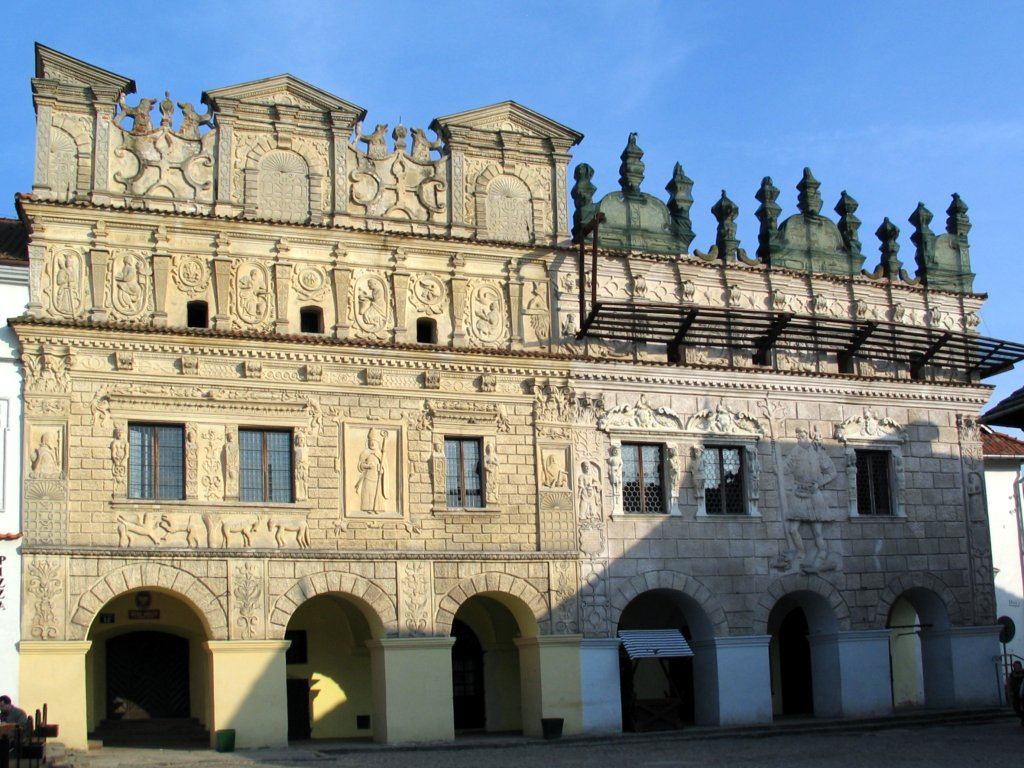
Immeuble ancien sous Saint Nicolas et Saint Christophe
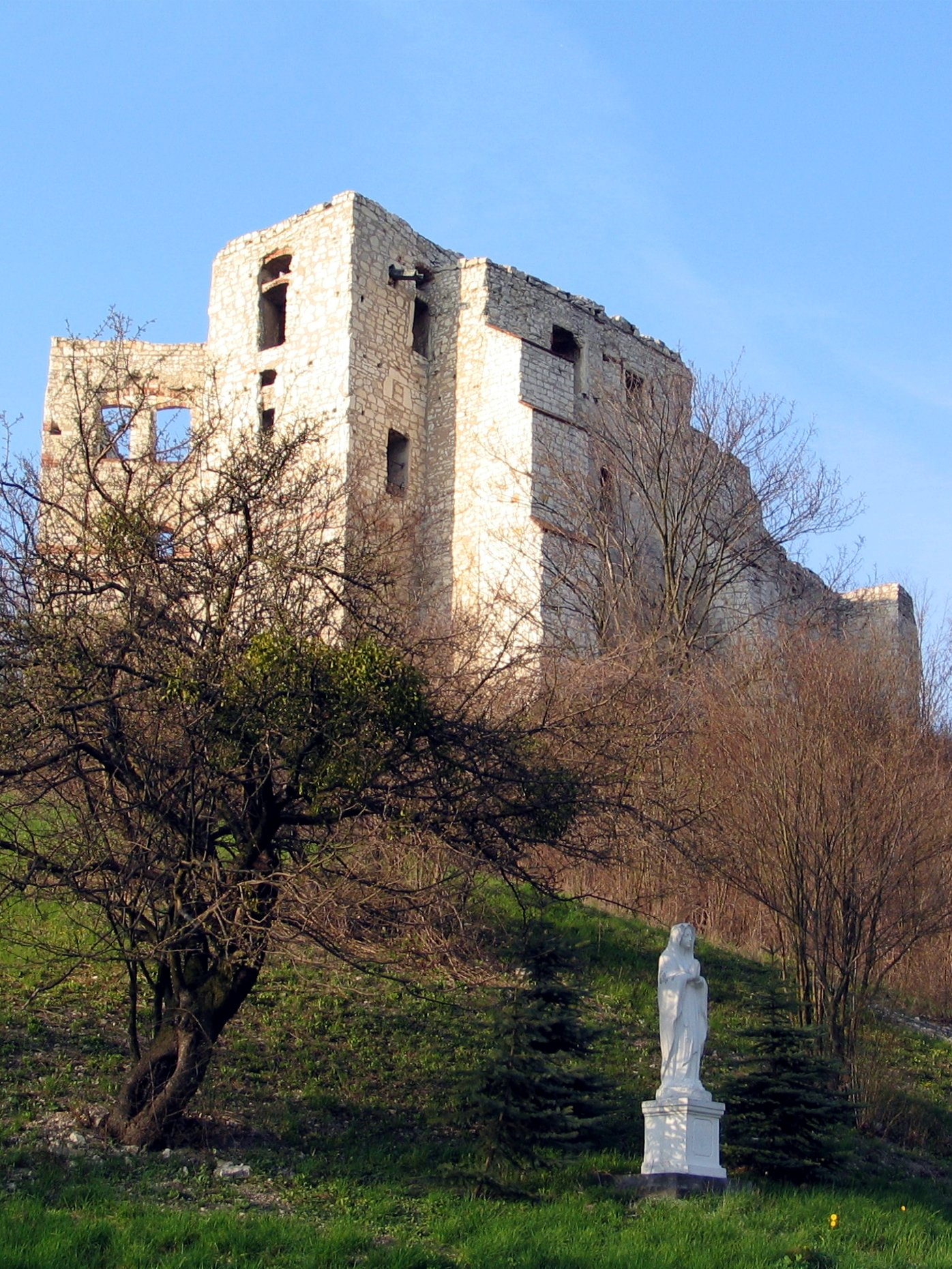
Château
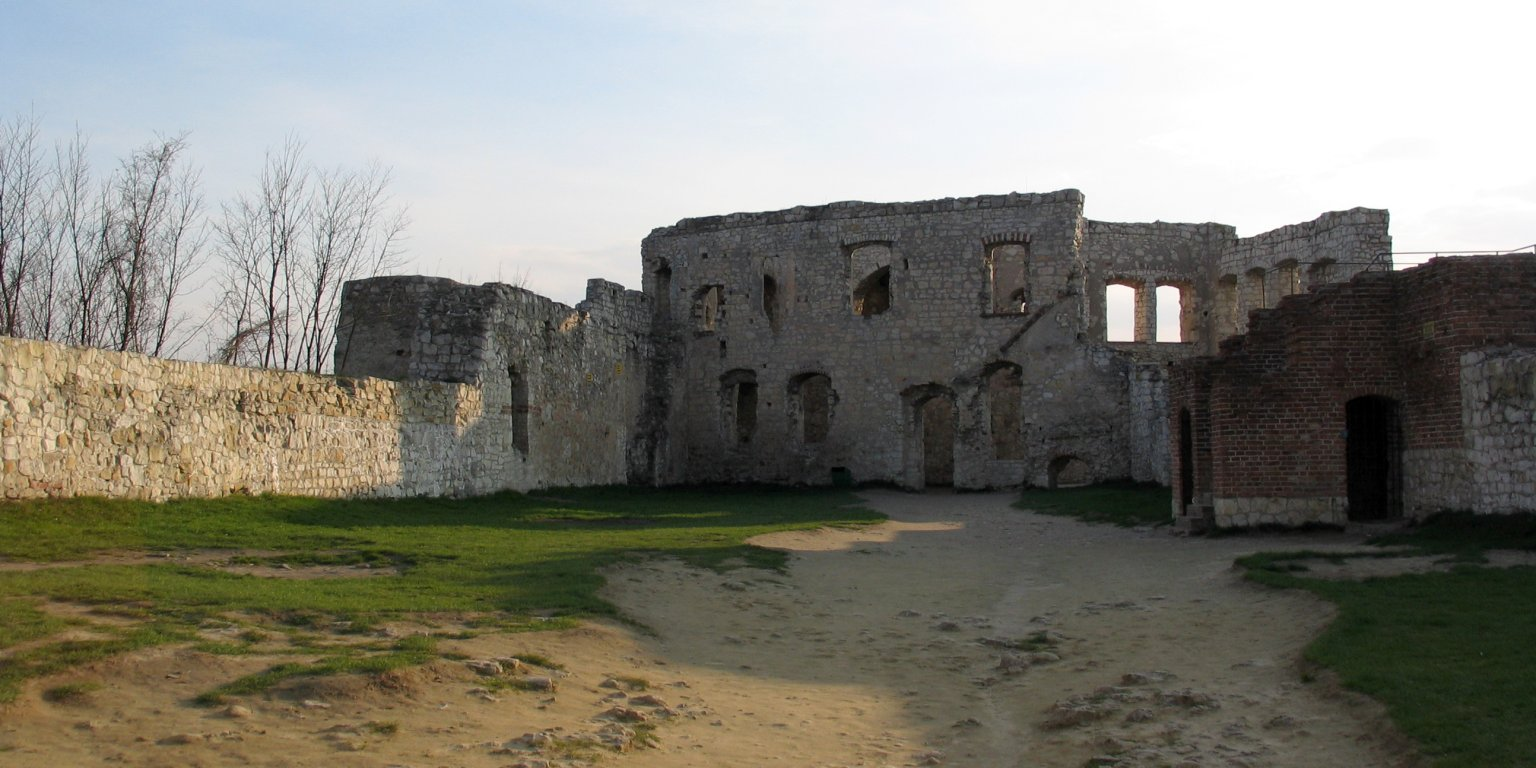
Cour du château depuis l'entrée
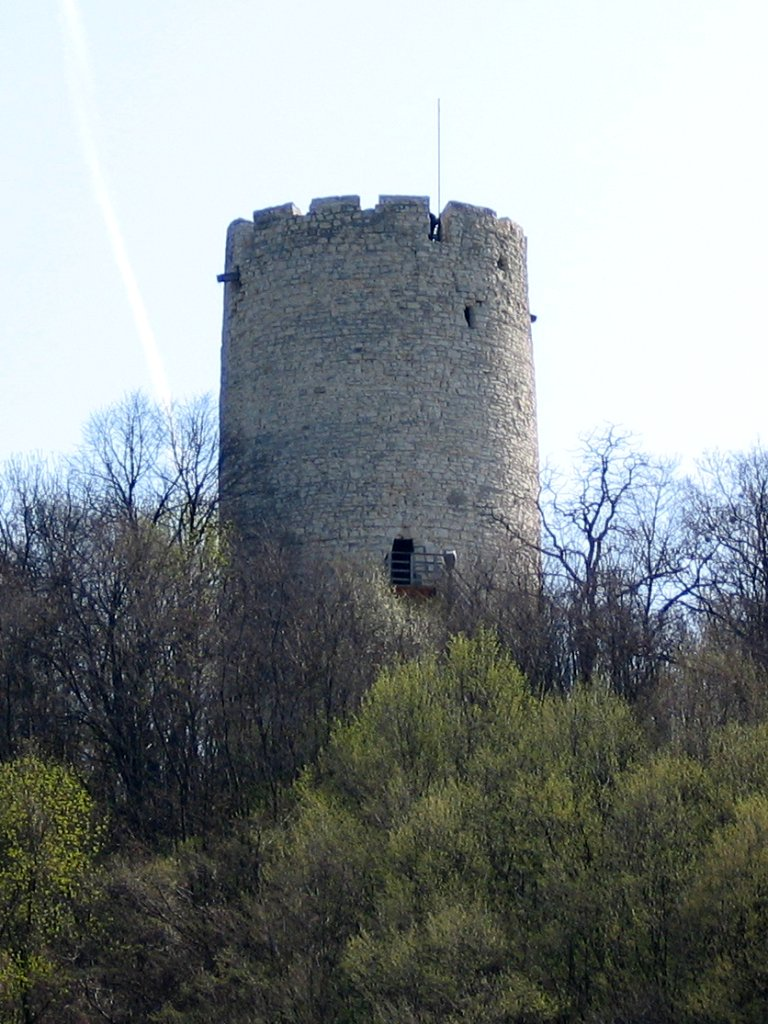
Tour de la partie haute
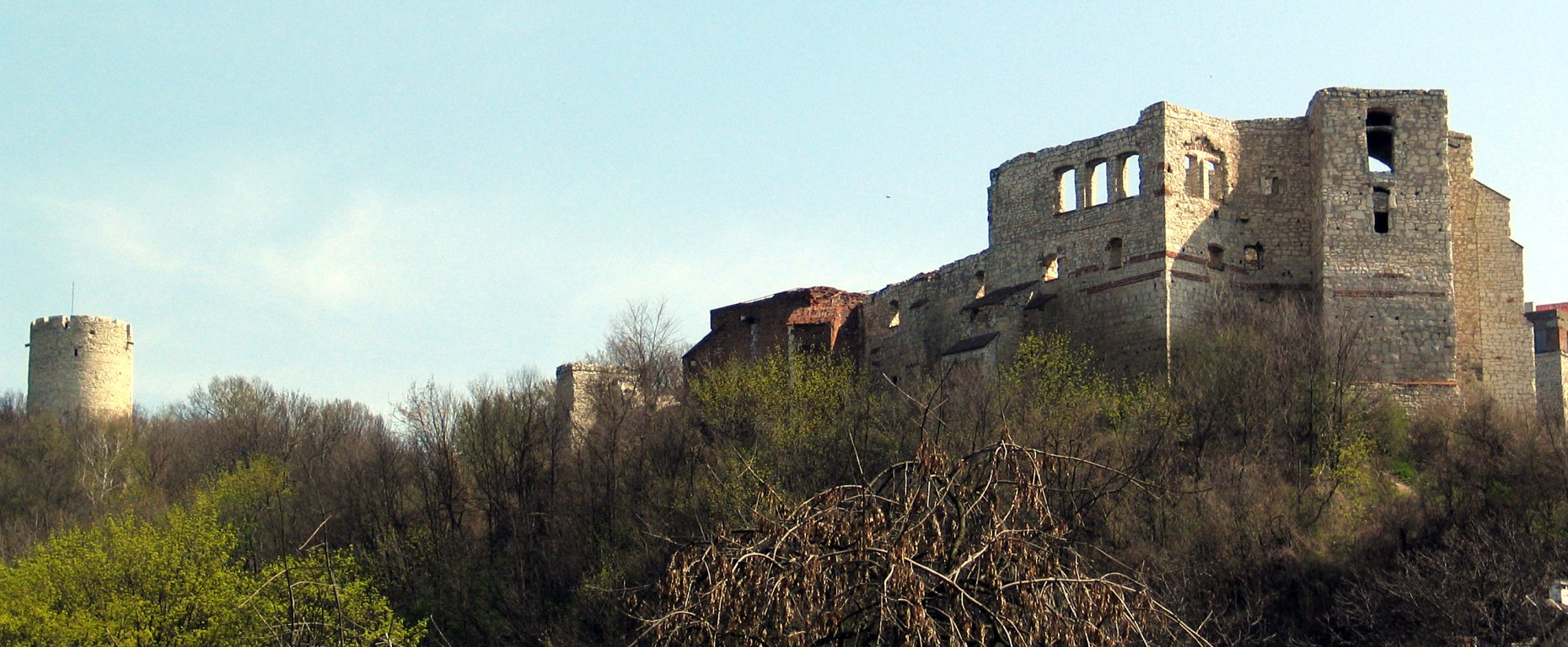
Tour et château depuis la Vistule
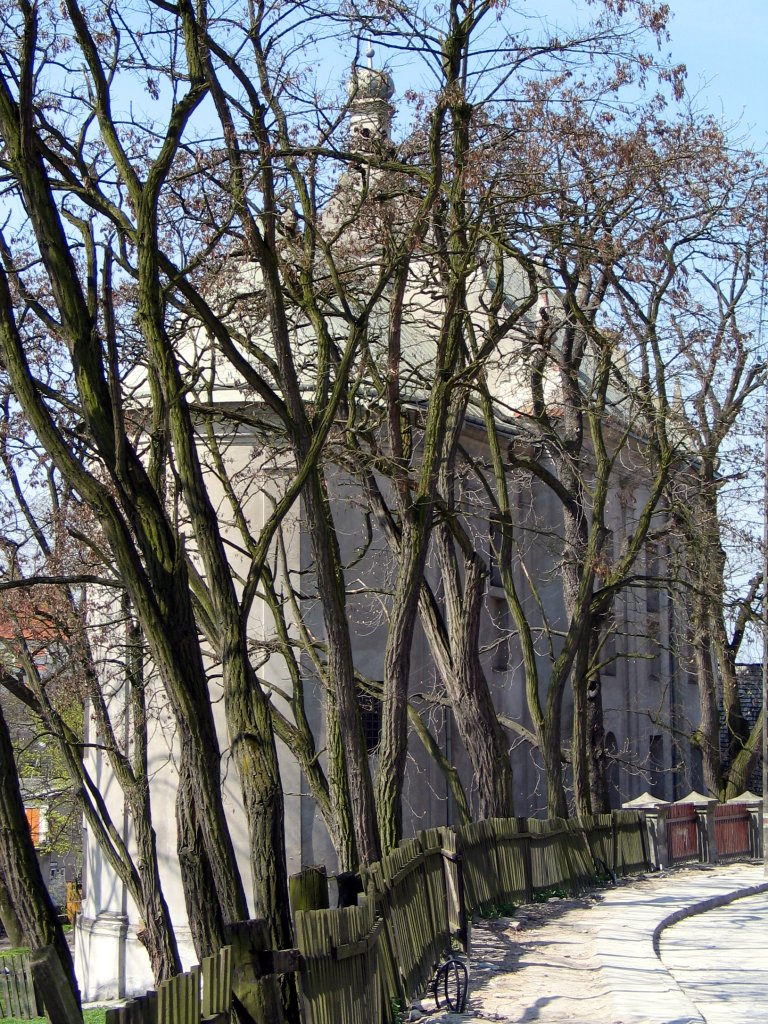
Église Sainte-Anne
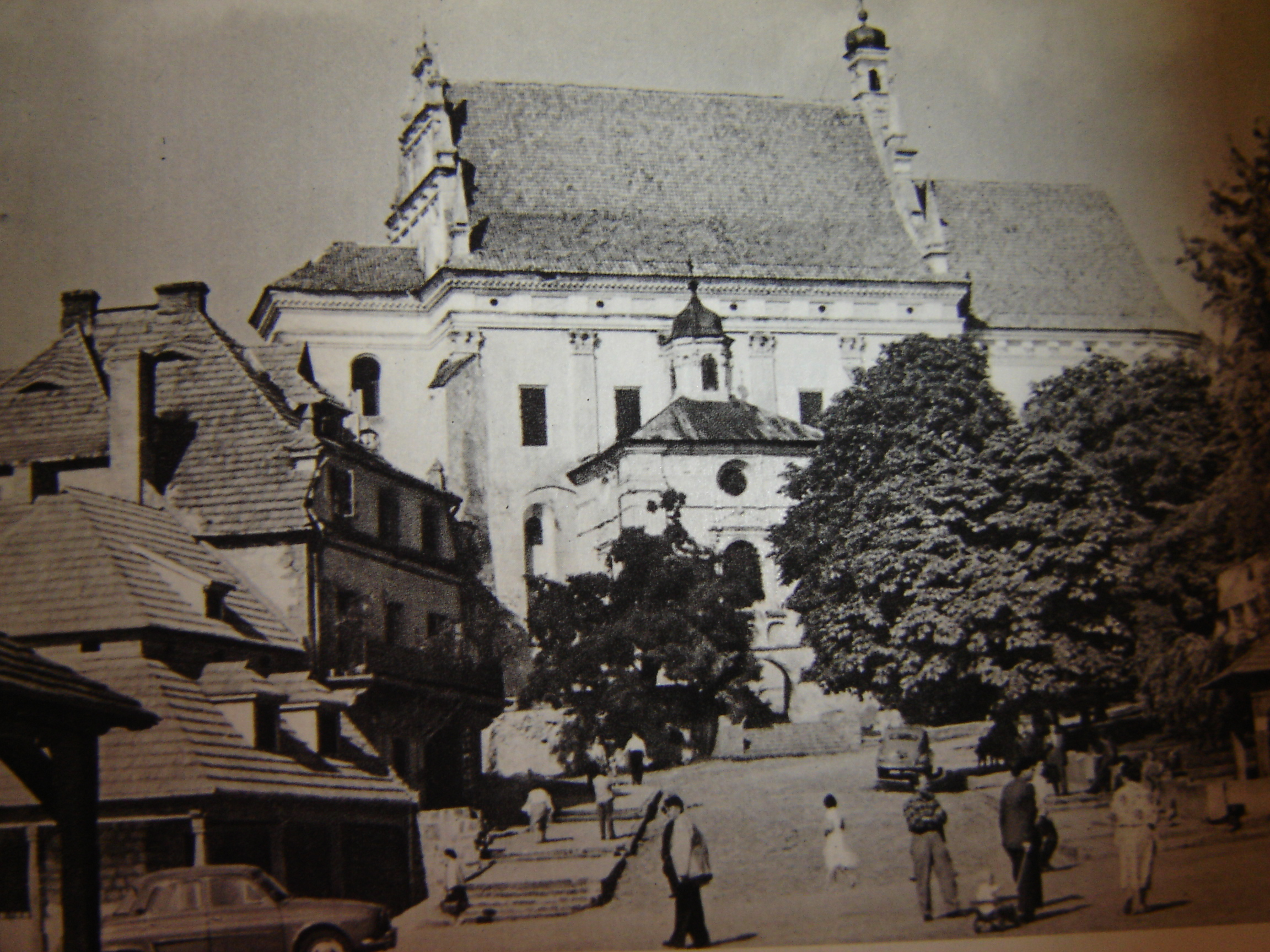
Kazimierz en 1964
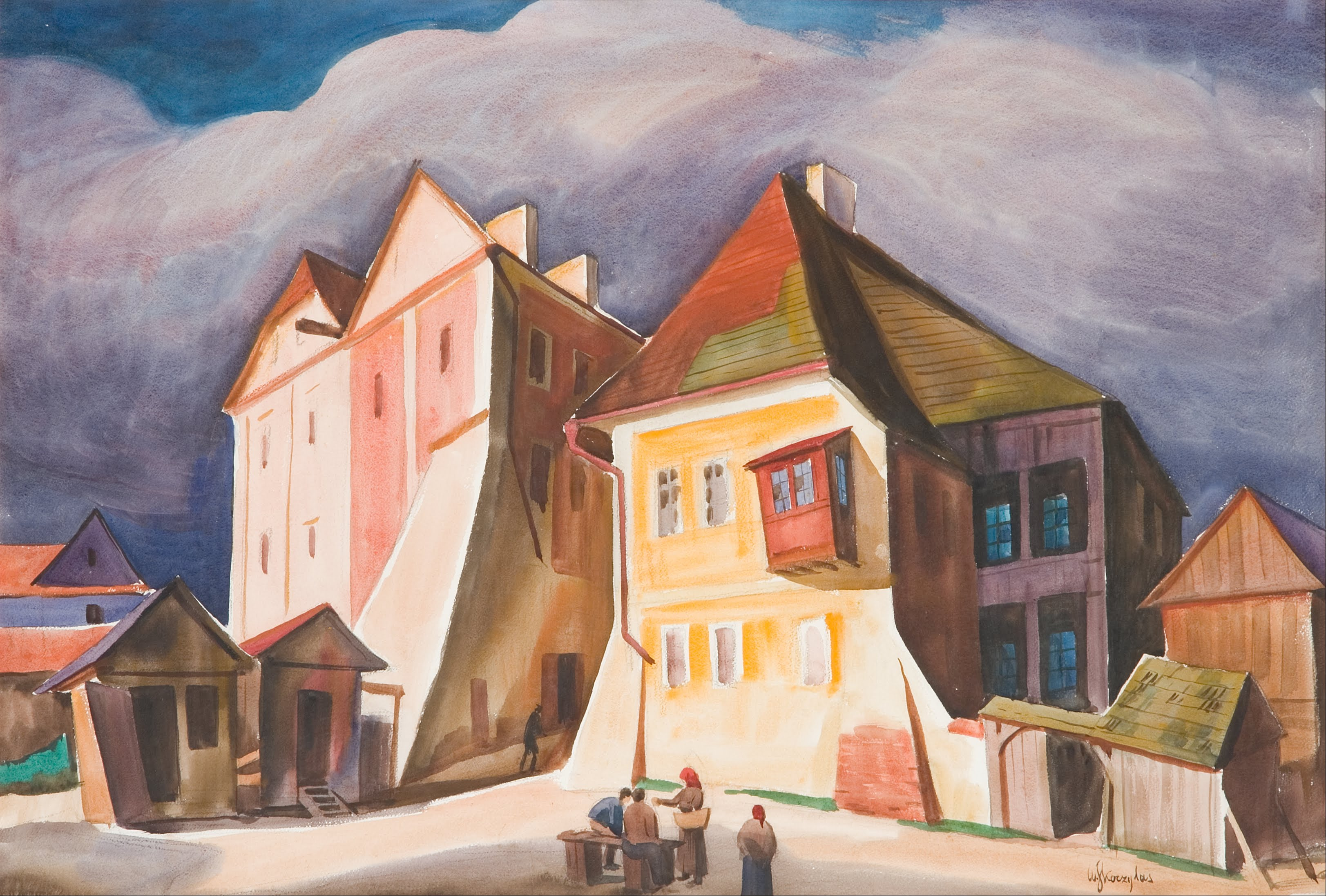
Kazimierz Dolny vu par Władysław Skoczylas